# NLP Pan Adria incident
NLP Pan Adria incident se je zgodil avgusta 1977 in velja za enega od najpomembnejših NLP videnj ne samo na področju nekdanje Jugoslavije, temveč celotne Evrope. Vse se je zgodilo ob priložnosti poleta letala Fokker 227 Pan Adrie na liniji Zagreb – Beograd okoli 1:40 16. avgusta 1977. Med letom je posadka, ki so jo sestavljali kapitan Dobroslav Džeba, dva kopilota in mehanik, opazila nad Sremsko Mitrovico nenavadno modro-rdečo svetlobo na nebu, ki je spremljala letalo. Ta svetlobni objekt je spremljal letalo vse do višine 300 m  ob pristanku na beograjskem letališču Surčin, danes letališča Nikole Tesla Beograd. Ta svetlobni objekt je bil detektiran na radarjih vojaške mreže VOJIN in civilne kontrole letov Beograd. Kontrola letov je obvestila posadko o nenavadnem spremljevalcu. Po navedbah prič je svetloba bila tako močna, da se znotraj nje ni dalo zaznati oblike objekta, niti kakšen objekt oddajo svetlobo. Letalo je pristalo brez težav, medtem, ko je svetlobni objekt miroval nad oblaki, na mestu, kjer je letalo pristalo.
Ko je letalo nadaljevalo pot proti Titogradu, današnji Podgorici v Črno goro, sta letalo spremljali dve borbeni letali Jugoslovanskega vojnega letalstva. NLP je še naprej spremljalo letalo Pan Adrie, saj je vskladilo višino in hitrost letenja z letalom. Nad Valjevim sta bila letalo ter NLP popolnoma usklajena in NLP se je nahajal na levi strani potniškega letala. Pozneje je letalo sprejelo rutinski ukaz, da se obrne v levo, kar je pomenilo točno proti neznanemu objektu. Ko je zemeljska kontrola opazila, da zaradi tega lahko pride do trčenja, je zahtevala, da posadka obrne letalo nazaj v osnovno smer. Tudi posadka letala in nekateri potniki so zaznali možnost trčenja z NLP. S tem se je posadka ognila trčenju z NLP.  NLP je potem s hitrostjo sedmih machov odletel v smeri vojaškega letališča Batajnica. Štiri vojaška letala MiG-21 pa so potem odletela v zasledovanje NLP, medtem, ko je potniško letalo Pan Adrie nadaljevalo polet do Titograda. Kaj se je pozneje zgodilo, ni znano, ve se samo, da je te noči eden vojaški pilot umrl na vojaški dolžnosti.
Vojaške osebe so kontaktirale posadko letala in ji svetovale, da o tem incidentu ne govorijo. Ta dogodek se je zgodil v nepravem trenutku, saj naj bi ravno na ta dan predsednik Jugoslavije Josip Broz Tito z letalom odpotoval na obisk  Sovjetske zveze, Kitajske in Severne Koreje. Posadka je o tem dogodku javno spregovorila šele leta 2012.
Po incidentu je bila ustanovljena vojaška preiskovalna komisija, katera je prišla do zaključka, da je fenomen povzročil meteorološki balon.
Pozneje je, Frank Ridge, eden najbolj znanih ufologov  iz Mt. Vernona v Indiani trdil, da je leta 1977, ko je vodil MADAR, večkratni anomalijski detektor za avtomatično snemanje, ki je bil izdelan na osnovi dokumentov ameriškega letalstva, kjer se je navajalo, da je ob nekaterih NLP srečanjih prihajalo do premikanja magnetne igle kompasa. Zaradi tega je MADAR meril spremembe magnetnega  polja Zemlje. Kadar je prišlo do oscilacij, je bilo to možno videti na izpisu naprave. Samo dve minuti pred WOW signalom, je MADAR zabeležil najmočnejše oscilacije kadarkoli. Anomalija je trajala tri minute in 29 sekund in je bila zaznana samo dve uri po opisanih dogodkih nad Srbijo.